# Liste der Monuments historiques in Léognan
Die Liste der Monuments historiques in Léognan führt die Monuments historiques in der französischen Gemeinde Léognan auf.

## Liste der Bauwerke
| Bezeichnung           | Beschreibung | Standort | Kennzeichnung | Schutzstatus | Datum | Bild           |
| --------------------- | ------------ | -------- | ------------- | ------------ | ----- | -------------- |
| Schloss Belin         |              | (Lage)   | PA33000128    | Inscrit      | 2009  |                |
| Schloss La Louvière   |              | (Lage)   | PA00083883    | Classé       | 1991  | weitere Bilder |
| Schloss Olivier       |              | (Lage)   | PA00083590    | Inscrit      | 1963  | weitere Bilder |
| Kirche St-Martin      |              | (Lage)   | PA00083591    | Classé       | 1862  | weitere Bilder |
| Park von Schloss Thil |              | (Lage)   | PA33000186    | Inscrit      | 2015  |                |

## Liste der Objekte
- Monuments historiques (Objekte) in Léognan in der Base Palissy des französischen Kultusministeriums